# Астрагал щетинистый
Астрагал щетинистый (лат. Astragalus setosulus) — многолетнее растение рода Астрагал семейства Бобовых.

## Распространение и экология
Можно встретить только в Крыму.
Произрастает исключительно на Главной гряде Крымских гор, на скалах и щебенистых склонах.

## Биологическое описание
Травянистое растение 5-10 см высотой, с короткими, приподымающимися или распростёртыми стеблями и с небольшими перистыми листьями. Все растение густо опушено белыми оттопыренными волосками. Цветки в плотных головчатых соцветиях. Венчик фиолетовый, чуть выдается из трубки чашечки. Бобы сидячие беловолосистые.
Цветет в мае, плодоносит в июле — августе.

## Охрана
Вид внесён в Красную книгу Украины, Красную книгу Крыма, Европейский Красный список, Красный список МСОП. Охраняется на территории памятника природы «Урочище Демерджи» и в «Мысе Айя».